# Начский сельсовет (Брестская область)
Начский сельсовет (бел. Нацкі сельсавет; до 1954 года Локтышский сельсовет) — административная единица на территории Ганцевичского района Брестской области Белоруссии. Административный центр — деревня Начь (до 1954 года — Локтыши).

## История
Создан 12 октября 1940 года как Локтышский сельсовет в составе Ганцевичского района Пинской области с центром в деревне Ганцевичи. С 8 января 1954 года — в Брестской области. 16 июля 1954 года переименован в Начский. С 25 декабря 1962 года по 30 июля 1966 года в составе Ляховичского района.

## Состав
В состав сельсовета входят 8 населённых пунктов:
| Населённый пункт | Статус      | Площадь, км² | Население | Население | +/–   | СОАТО         | Координаты                      |
| Населённый пункт | Статус      | Площадь, км² | 2009      | 2019      | +/–   | СОАТО         | Координаты                      |
| ---------------- | ----------- | ------------ | --------- | --------- | ----- | ------------- | ------------------------------- |
| Гу́та             | деревня     | 0,8605       | 67        | 32        | ▼ 35  | 1 216 825 016 | 52°51′15″ с. ш. 26°38′36″ в. д. |
| Крышиловичи      | деревня     | 0,7737       | 35        | 20        | ▼ 15  | 1 216 825 021 | 52°52′40″ с. ш. 26°35′34″ в. д. |
| Куково-Бор       | деревня     | 0,9057       | 69        | 29        | ▼ 40  | 1 216 825 026 | 52°50′19″ с. ш. 26°35′16″ в. д. |
| Локтыши          | деревня     | 2,4442       | 414       | 261       | ▼ 153 | 1 216 825 031 | 52°49′53″ с. ш. 26°43′25″ в. д. |
| Мельники́         | деревня     | 1,2684       | 137       | 83        | ▼ 54  | 1 216 825 036 | 52°47′34″ с. ш. 26°41′45″ в. д. |
| Начь             | деревня     | 1,0506       | 224       | 139       | ▼ 85  | 1 216 825 041 | 52°50′33″ с. ш. 26°40′09″ в. д. |
| Остров           | агрогородок | 1,3121       | 338       | 273       | ▼ 65  | 1 216 825 046 | 52°51′29″ с. ш. 26°36′24″ в. д. |
| Ясенец           | деревня     | 0,2162       | 22        | 13        | ▼ 9   | 1 216 825 051 | 52°49′05″ с. ш. 26°38′49″ в. д. |
| ВСЕГО            | ВСЕГО       | ВСЕГО        | 1306      | 850       | ▼ 456 |               |                                 |

Источник: 

## Культура
- Литературный музей имени М. М. Рудковского Островской СШ в аг. Остров